# Süleyman Karadeniz
Süleyman Mustafa Karadeniz (Denizli, 12 luglio 1995) è un lottatore turco, specializzato nella lotta libera.

## Biografia
Ai campionati europei di Roma 2020 ha vinto la medaglia d'oro nel torneo dei 92 chilogrammi, sconfiggendo in finale lo svizzero Samuel Scherrer.

## Palmarès
| Anno | Manifestazione | Sede       | Evento | Risultato | Note |
| ---- | -------------- | ---------- | ------ | --------- | ---- |
| 2016 | Europei U23    | Ruse       | 97 kg  | 11º       |      |
| 2019 | Mondiali       | Nur-Sultan | 92 kg  | 8º        |      |
| 2020 | Europei        | Roma       | 92 kg  | Oro       |      |
| 2021 | Europei        | Varsavia   | 97 kg  | Argento   |      |

## Altre competizioni internazionali
2019
- 8º nella Coppa del mondo a squadre ( Jakutsk)

2020
- Bronzo nei 97 kg nella Coppa del mondo individuale ( Belgrado)

2021
- Argento nei 97 kg nel Torneo di qualificazione olimpica europeo ( Budapest)